# Нить-А
«Нить-А» — российский бесподсветный универсальный коллиматорный прицел, разработанный для повышения эффективности прицельной стрельбы из автоматов семейства АК (АК74Н) в любое время суток. Производство налажено на Новосибирском приборостроительном заводе.

## Конструкция
В конструкции прицела предусмотрен механизм выверки, механизм переключения режимов работы (день или ночь), механизм включения светофильтра. Элементов питания не требуется. Прицел легко монтируется на оружии с помощью стандартного бокового крепления.

## Тактико-технические характеристики
Масса прицела, кг — не более 0,485 (в зависимости от комплектации)
Увеличение, крат — 1
Поле зрения, град — не менее 10
Диаметр светового пучка, мм — 15
Коэффициент светопропускания не менее, % — 50
Разрешающая способность, с — 60
Подсветка прицельного знака — тритиевый светоэлемент Т(3)-08
Срок эффективного действия светоэлемента, лет — не менее 5
Габаритные размеры (длина, высота, ширина), мм — 225×68×180
Температурный диапазон применения — −50 °C — +50 °C